# Sith
A Sith egy misztikus lovagrend a Csillagok háborúja című sorozatban. A Csillagok háborúja világában az Erő Sötét Oldalát felhasználó Sith Rend a gonoszság manifesztációja, a sithek fundamentalista és erőszakos szektája csaknem mindenben ellentéte a Jedi Rend harmóniára, önzetlenségre és önmérsékletre alapuló eszmerendszerének. A sithek olyan bukott Jedi lovagok és az Erőre fogékony személyek, akik saját félelmeiknek és dühüknek engedve a Sötét Oldal rabszolgáivá váltak. A nyugati popkultúrában a sithek rendkívül népszerűek, emblematikus alakjaikat világszerte a hatalomvágy, a becstelen manipuláció és kegyetlenség megjelenítésére használják.

## A Sith-Rend történelme

### A Rend hajnala
A Sithek történetének megértéshez fontos tudni, hogy külön kell választani a Rend és a Birodalom történetét. Az Adas Nagykirály által alapított a Sith Birodalom néhány ezer évvel korábbi, mint a Sith Rend. A Rendet olyan Sötét Jedik hozták létre, akik a Száz Éves Sötétség során vereséget szenvedtek, és akiket a Jedik, megelégelve a vérengzést, egyszerűen száműztek a Köztársaságból. A Sötét Jedik hosszas vándorlás után a Korriban nevű bolygón telepedtek le, ahol egy különleges, humanoid és gyík keverékű élőlények éltek, akiket sith-eknek neveztek. A sith faj tagjai természetes és erős kötődéssel viseltettek az Erő sötét oldal iránt, bár maguk a sithek nem feltétlenül voltak gonoszak. Az egykori Sith Birodalom, ami egységbe fogta a Korriban-t, már csak formálisan létezett, a bolygó területét több száz apróbb királyság uralta. 
A Sith-ek istenként tekintettek az újonnan érkezett Sötét Jedikre, mivel azok sokkal magasabb szinten űzték a sötét oldal technikáit, mint a sithek egyszerű varázslatai. Lenyűgözte őket az idegenek csodás fegyvere is, a (proto)fénykard. A Sötét Jedik öt vezetője, Ajunta Pall, XoXaan, Karness Muur, Remulus Dreypa és Sorzus Syn közös erővel átvették a hatalmat a sith faj felett, és megalapították a Sith Sötét Nagyurainak Rendjét. A Rend feje, megegyezés alapján, Ajunta Pall lett. A többiek a sithek társadalmának megfelelően kaptak "területeket" a hatalomból. Karness Muur a sith mágia és alkímia kutatója lett. XoXaan a sithek gyógyító technikáit vizsgálta, és alkotta meg belőlük a Sith gyógyászatot. Remulus Dreypa – mint egykori admirális – a hadsereg és a katonai ügyekért volt felelős. Sorzus Syn pedig a sith és Sötét Jedi örökség őrzőjeként, krónikásaként tevékenykedett. 
Ugyanakkor a Rend történetét végig kísérő belső konfliktusok már itt is hamar megjelentek. Karness Muur és Remulus Dreypa régi riválisok voltak, és állandóan áskálódtak egymás ellen. Mikor Muur megalkotta a híres Muur-talizmánt, Dreypa épített egy szarkofágot, amivel Muur-t és a talizmánja hatalmát is csapdába lehet ejteni. Nem lehet tudni, hogy végül ki "nyerte" a kettejük közötti vetélkedést, de az homályos utalásokból ismert, hogy a konfliktus végén Remulus Dreypa meghalt.

### A Nagy Hiperűr Háború (Y. e. 5000)
A Sithek évezredeken keresztül irányították saját Birodalmukat, amikor egy Naga Sadow nevű Sith lett a Birodalom ura. Sadow két hiperűr-utazó, Gav és Jori Daragon érkezését kihasználva háborút indított a Köztársaság ellen, azonban vereséget szenvedett. A Sithek Naga és egy másik nagyúr (a Valódi Sith Birodalom későbbi császára) kivételével mind elbuktak. Naga a Yavin 4-re menekült.

### A Sith-háború (Y. e. 3997-3996)
Évezredekkel később egy tehetséges Jedi-növendék, Exar Kun, Vodo-Siosk Baas mester tanítványa, a Korribanon történő kalandjai folyamán Freedon Nadd Sith-nagyúrral veszi föl a kapcsolatot, aki beavatja őt a Sithek titkaiba. Az új tanítás segítségével kialakítja saját filozófiáját a Jedi Kódexről, ami eltorzítása volt mindennek ami jó és igaz. Ennek segítségével egy nagyon erős testvériséget hozz létre és elsőként veszi a Sith Sötét Lovagja címet (Darth). Exar Kun a Yavin 4-en építi kis birodalmát a Masassi nevű népből, kik fölött uralkodik. Exar Kun idővel maga mellé állítja Ulic Qel-Droma Jedi-lovagot, és ketten alkotják majd a Sith-Rendet. Exar Kunt azonban Ulic kiadja a Jediknek, mikor az visszatér a Világos Oldalra Nomi Sunrider Jedi-lovag segítségével. Az összes Jedi megindult a Yavin 4-re, ahol Exar Kun felfogván, hogy nem tud elmenekülni, egy sith rituálé során elpusztította testét, de szellemét meghagyta. A rituálé következtében a Masassikat elpusztította. A szelleme később még visszatér, amikor Luke Skywalker Jedi Akadémiát hoz létre a Yavin 4-en, a tanítványok közül egy engedett a csábításnak, de utána Han Solo visszahozza a Sötét Oldalról, és a tanítványok közös erővel végleg megsemmisítik a Sötét Árnyat. De Kun beírta magát mindörökre a Sith Sötét Urai közé, aki kirobbantotta a galaxis egyik legnagyobb háborúját.

### A Jedi Polgárháború
Pár évtizeddel később kitört a mandalóriai háború. Ugyanis az Exar Kun-féle háború után a Köztársaság nagyon meg volt gyengülve. Ezt kihasználva a harcos nép a Mandalorok támadást indítottak a meggyengült Köztársaság ellen. Vezetőjük Mandalore the Ultimate.A Jedik nem akartak beavatkozni a harcba, amíg Revan és barátja Malak ellenszegülve a parancsnak, támadást nem indítottak ellenük. Revan legyőzte Mandalore-t egy párbajban, majd elrejtette a maszkját egy jéggel borított bolygón. Érezvén, hogy a támadás mögött nagyobb hatalom bújik meg Revan és követői elindultak a felderítetlen régiók felé nyomozni. Itt találtak rá a szörnyű igazságra: a sithek nem pusztultak ki, egész idáig elrejtőzve értek a Dromund Kaason és az erejüket gyűjtötték a visszatámadásra. Revan és Malak megkísérelte megdönteni az Uralkodó hatalmát, ám ő túl erősnek bizonyult, és megtörte az akaratukat átállította őket a sötét oldalra. Ezután visszaküldte őket a Köztársaság területére, bábként, hogy felderítést végezzenek a Köztársaság erejéről. Ám ők megtagadták ezt, és helyette saját rendet alakítottak: Egy mester, és egy tanítvány. Később rábukkantak a Csillagkohó nevű állomásra, amelynek erejét tulajdonították Revan és Malak átállásának. A meggyengült Köztársaság sok csatát veszített, és úgy tűnt már nem maradt remény. Ekkor úgy döntöttek, hogy megkísérelnek egy különítmény feljuttatni Revan hajójára, és őt elpusztítani. Egy maroknyi jedi, és egy ígéretes tanítvány Basstila Shan szállt szembe Revannel. Malak látva a lehetőséget, egy jó sith tanítványhoz méltóan kiadta a parancsot Revan hajójának támadására. A támadás hatására a hídon lévők mind meghaltak, kivéve Basstila-t és Revan-t, aki elveszítette az eszméletét. Basstila kimentette őt, és a Tanács elé vitte, ahol kimosták az agyát, és egy Köztársasághoz hű katonát neveltek belőle.

### Sith árnyékháború
Öt évvel később a mandalóriai háborúk hőse, Meetra Surik, a jedi száműzött visszatért a galaxisba. Szinte egy jedi sem maradt, mert Darth Nihilus a Katarr nevű bolygón elpusztította a jedi tanácsot és a bolygó összes élőlényét. A Peragus nevű bolygón találkozik egy idős jedi-mesterrel, Kreiával. Ketten Atton Rand segítségével elmenekültek Darth Sion elől. Megérkezvén a Telos IV nevű bolygóra, hosszas kalandok után találkoznak Atris mesterrel. Őt hidegen hagyja Meetra, és kijelenti, hogy ha újra jedi akar lenni, be kell bizonyítania, konkrét dolgot azonban nem mondott. Egy kis droid, T3-M4 megszerzett pár adatot Atristől, amiben megadták a megmaradt jedi-mesterek hollétét. Mettra egyre növekvő csapatával felkereste a megadott bolygókat. Közben Kreia elmeséli, hogy ő is egyike volt a három nagy sithnek, ámde a két tanítványa, Sion, a fájdalom ura és Nihilus, az éhség ura elárulták és elüldözték őt. Célja az volt a Triumvirátus létrehozásával, hogy megölje az összes Jedit. Ő volt az árulás nagyasszonya. Az egyik bolygón találkoztak Nihilus tanítványával, Visas Marral, akit Meetra legyőzött, de az életét megkímélte, így ő is velük tartott. A jedi mesterek (Kavar, Zez-Kai Ell és Vandar) a Dantuinon találkoztak, ekkor Kreia felfedte valódi énjét, és megölte a Jedi mestereket. Az újra Darth Trayává változott Kreia elment a Telosra, Atrist a sötét oldala térítette, majd visszament a Malachor V-re. Eközben Teloshoz megérkezett Nihilus, mert elhitte Kreia hazugságát, hogy a bolygón jedik vannak. Flottájával megtámadta a bolygót. Meetra viszont Visassal legyőzte őt és Carth Onasi admirálissal megnyerte a csatát. Ezután a Malachorra ment, ahol megölte Darth Siont és Trayat. Ezután a Jedi-rend újjáépítését az immár jedi Visasra és a többi tanítványára hagyta, majd követte Revant

### A Galaktikus Háború kora
Mintegy 300 évvel Revan és kora után, az őt korábban manipuláló Sith Császár felfedi magát és a Birodalmát a Köztársaság, valamint a Jedik előtt, és támadást indít ellenük. Hamar nagy sikereket érnek el, bár a támadás lendülete fokozatosan lassul. Elsőnek visszafoglalják a Korribant és újra megnyitják az Akadémiát a Sithek képzésére. Legnagyobb és legjelentősebb akciójuk a Coruscant ostroma volt. A háborút, a frontvonalak megmerevedése után az un. Coruscant-i Egyezménnyel zárták, és egy hidegháborús helyzet alakult ki a Köztársaság és a Birodalom között. A Sithek ekkor a Galaxis mintegy felét birtokolták, köztük több jelentős magvilágban is komoly befolyással bírva. A háború öt évvel az Egyezmény megkötése után újult ki, amikor a Birodalomnak gyorsan és agresszívan, de külsőségeiben "legálisan" sikerült okkupálnia a Corellia-t, a Köztársaság legfontosabb ipari bolygóját. Ám a háború mindkét fél számára jelentős veszteségekkel zárul. A Jediknek sikerül látszólag végezniük a Sith Császárral, ám a kiszabadult, majd meghasonlott Revan feltámasztja a Császárt a Yavin IV-en. A Császár ördögi terve, hogy az egész galaxis feláldozásával istenné váljon, és ennek érdekében már jóval korábban elkezdett egy új, szupertitkos és technológiailag sokkal fejlettebb birodalmat kiépíteni a Zakuul bolygón. A Sithek és a Köztársaság közös akcióban próbál a feltámadt, de eltűnt Császár nyomára bukkanni, ami végül sikerül is, a Zakuul Örök Birodalmának Császára, Valkorion személyében. Csakhogy Valkorion testét elpusztítja annak fia, Arkann, aki – hogy leplezze tettét – a gyilkosságot az idegenekre fogja, és megtorló hadjáratot indít a Galaxis ellen. Fejlett flottája segítségével gyakorlatilag megsemmisíti mind a Köztársaságot, mind a Birodalmat, látszat-kormányokat hagyva hátra. A két bukott állam elkeseredett harcosaiból egy új Szövetség emelkedik fel, ami kezdetben gerilla-akciókkal, később nyílt háborúval száll szembe Zakuul hatalmával. Végül sikerül is legyőzni azt – előbb Arkann-t, majd annak húgát és utódját, Vaylin-t – és a Szövetség Parancsnoka lesz az Örök Trón, és ezzel a zakuul-i Örök Flotta birtokosa. Csakhogy ez az állapot sem tartós, kiderül, hogy a Flotta egy Iokath nevű ősi, kibernetikus bolygóról származik. A bolygó titkaiért megindul a versengés a Köztársaság, a Darth Acina, mint császárnő által vezetett Birodalom és a Szövetség között, azonban hamarosan beáll a status quo – se a Birodalom, se a Köztársaság nem bír immár egymással és végletesen kimerül, a Szövetség pedig elveszíti a Flottát, így a Galaxis feletti kontrollt is.
Ezekben az időkben a Sith rend jelentős változásokon ment keresztül. Darth Revan korábbi reform-tevékenysége során hierarchizálódott a Rend, ezt a Császár még tovább finomította. Megjelentek a Sith Tanoncok, a Sith Tanítványok, a Sith Lordok és a Darth cím birtokosai, mint külön rang-fokozatok a Sith Renden belül. A Rend a Birodalom testében "államot alkotott az államon belül", ez azonban sokszor okozott gondot a meritokrata felfogású Birodalom vezetésében, mivel így egy párhuzamos hatalmi struktúra alakult ki. Elvileg a Birodalmat a Sith Rend és annak feje, a Császár vezette, a kormányzó testület, a Sötét Tanács segítségével. A nem Erő-érzékeny, katonai és polgári közigazgatás a Tanács alá tartozott, és a Sithek, rangjuktól függetlenül mind feletteseinek számítottak a Renden kívüli tisztviselőknek. Ugyanakkor sok esetben ezt a Sitheknek a siker érdekében fel kellett adniuk és alá kellett rendelniük magukat egy egy admirális vagy egy moff utasításainak. Ez sok feszültséggel járt, amit tovább szított, hogy a nem Erő-érzékeny tisztviselők, az Erő hatalmának híján, a Sithek manipulálásával, azok intrikáinak kihasználásával igyekeztek a saját pozícióikat javítani, ambícióikat segíteni. Ez fokozatosan erodálta a Birodalom és a Rend erejét is.

### Az Új Sithek támadása
Évezredekkel később egy Markal nevű Jedi válik ki ismét a Jedi-Rendből, és hozza vissza a Sith-Rendet. A Rend azonban ismét elbukik, mert a Sithek két csoportra oszlanak. Az egyik csoport az Uralkodó-Sithek, amelyek egész rendszereket uralnak, a másik az Árnyék-Sithek, amelyek még a Jedik között megtalálhatóak. Végül úgy hiszik, eljött az ő idejük és háborúba kezdenek a Köztársasággal szemben, melyet Darth Markal vezet. De egy Monn Kortan nevű padawan legyőzi őt. A Sitheknek két vezérük lesz. Tarvel Nine és Monn Kortan, akik egymással is háborúzni kezdenek. A Jedik így megállítják a Sitheket egy időre.
Több száz év telik el amikor a Sith-ek egy Sötét Testvériség nevezetű csoportba tömörülnek Kaan Nagyúr vezetésével. Ádáz küzdelmet folytatnak a Jedikkel és a Ruusan bolygón küzdenek meg egymással. Közben egyik tanítványuk Bane gyorsan fejlődik és nagyon átjárja a Erő. A sötét oldal egyik hatalmas Sith Nagyura lesz belőle. Elhagyja a Sith akadémiát és titkos Sith holokronra bukkan ami által még hatalmasabb ereje lesz. Új ismereteket szerez és e cél miatt csapdába csalja a Sith-eket. Elpusztítja őket egy ősi Sith varázslattal (Gondolat bomba), és velük együtt több száz Jedi is meghal. A Jedik ezután azt hiszik a Sith-ek végleg elpusztultak és megkezdik a Régi Köztársaság békéjének fenntartását. Ezalatt Bane titokban újraszervezte a Sith Rendet, de kikiáltotta, hogy mostantól csak 2 Sith lehet: egy mester és egy tanítvány. Kötelezővé tette a Darth név viselését is. Darth Bane első tanítványa Darth Zannah lesz. Ők ketten teszik le az Új Sith Rend alapjait.
Ezer éven keresztül a Sithek rejtve maradtak mindenki elől. Ezalatt a Sith-ek egy teljesen új életformát sajátítottak el. Rejtőzködtek és titokban tevékenykedtek. Hatalmas Galaxis-szintű információs rendszert építenek ki. Beépülnek mindenhova, de a háttérből irányítanak. Az ERŐ újabb és mélyrehatóbb megismerését tanulták. Újra teremtették önmagukat. A Sötét oldal olyan megismerését sajátították el, amivel az ERŐ leghatalmasabb mesterei lettek. Egy Sith Nagyúr, Darth Plagueis elsajátította a sötét oldal segítségével az élet létének fenntartását, amit később átadott utódjának és tanítványának Darth Sidious-nak (a későbbi Palpatine főkancellár). Darth Sidious megölte mesterét és immáron újdonsült és hatalmas Sith Nagyúrként megkezdte a Sith-ek bosszújának leleményes előkészítését. Tanítványt fogadott maga mellé, Darth Maul néven és megkezdik a Naboo bolygó blokádját. Ezzel kezdetét veszi a Baljós árnyak.

### A Klónok Háborúja
A Geonosisi csatával elkezdőik a Klónok háborúja. Az egyik Sith Nagyúr Dooku grófból lett Darth Tyranus megküzd három Jedivel. Az ifjú Anakin Skywalker egyik kezét levágja, míg Obi-Wan Kenobi Jedi-mestert megsebesíti. Yoda mesterrel is összecsap, de menekülőre fogja. A csata után vált világossá, hogy a Sith-ek visszatértek. Három éven át tartó háború kezdődik a Köztársaság és a Droid-hadseregek között. A Sith-ek a háttérből Grievous tábornokkal (félig idegen lény, félig robot) vezetik a Droid-hadsereget. Keserves és ádáz háború kezdődik a Jedik és a szakadár harcosok között.
Elnyúlik a háború és közben a Jedik szétszóródnak a Galaxisban. Dooku grófot végül megölik a Coruscant elleni támadás során. Egy ifjú Jedi-lovag, Anakin Skywalker győzi le. Pár nappal később Palpatine főkancellár elárulja Anakinnak, hogy valójában ő a Sith Nagyúr. Anakin elárulja őt a Jedi-Tanácsnak. Négy Jedi-mester (Mace Windu, Saesee Tiin, Agen Kolar és Kit Fisto) betörtek a kancellár hivatalába, ahol halálos fénykardpárbajt vívtak vele. Három Jedi-mester meghalt, de Mace Windu legyőzte őt, azonban mielőtt végezhetett volna vele, Anakin Skywalker lefegyverezte, Sidious Nagyúr pedig Erő-villámaival lökte ki az ablakon. Anakin Skywalker átállt a Sötét Oldalra (új Mesterétől a Darth Vader nevet kapta), hogy megmentse szerelmét, Padmé Amidalát.Darth Vader betört a Jedi-Templomba az 501-es osztaggal (klónkatonákkal), és az összes ott lévő Jedit elpusztították, beleértve a kisgyerek padawanokat is. A 66-os parancs végigsöpörve a galaxison arra utasította a klónokat, hogy végezzenek a vezéreikkel, a Jedikkel. Ez volt a Sith-ek bosszúja.
A nagy Jedi-Tisztogatást feltehetően csak két Jedi-mester élte túl: Yoda és Obi-Wan Kenobi. Darth Vader eközben a Mustafar bolygón kivégezte a Kereskedelmi Szövetség szakadár vezetőit, majd megvívott egykori mesterével, Obi-Wan Kenobival is. A küzdelemben alulmaradt, és súlyosan megsebesült, egyik karját és mindkét lábát levágta Obi-Wan, majd súlyosan megégett a lávafolyam partján. Az Első Galaktikus Birodalom Császára, Darth Sidious közben Yoda mesterrel vívott meg. Egyikük sem tudott a másik fölé kerekedni és ezért kettejük küzdelme eldöntetlen maradt, Yoda elmenekült. Darth Sidious (a Császár) pedig Darth Vader segítségére sietett, hogy megmentse új tanítványának életét, ami csak úgy sikerült, hogy Darth Vader félig gép, félig ember maradt. Ezután a két Sith megkezdte a Sötét Birodalomban könyörtelen uralkodását.

### A Birodalom
A Birodalom fennállása idején rengeteg Jedi-lovagot megölnek a túlélők közül. Darth Sidious belátta, hogy Vader Nagyúr nem elég számára, több titkos tanítványa is van, köztük a legismertebb Mara Jade volt. Darth Sidious Kezeinek egyike, ami egy Sith-ekből álló csoport volt, és a Birodalom idején magas rangot tudhattak magukénak.
Végül a yavini csata előtt Darth Vader szembenéz egykori mesterével, Obi-Wan Kenobival. Most legyőzi egykori Jedi-mesterét, mivel Obi-Wan feláldozza magát és így fizikai síkon megszűnik létezni. A csata után Darth Vader és Darth Sidious meg akarta szerezni magának a fiatal Jedi-padawan Luke Skywalkert, Darth Vader/Anakin Skywalker fiát. Darth Vader a Bespinen megküzd az ifjú Skywalkerrel, és megfosztja őt jobb kezétől, és Anakin Skywalker egykori kékes színű fénykardjától. Felfedi előtte, hogy ő az apja. Át akarja állítani az ifjú Jedit a Sötét Oldalra, de az megtagadja a lehetőséget. Luke Skywalker egy évvel később, mint megerősödött Jedi-lovag tér vissza, új, zölden izzó fénykardjával. Darth Vader az Új Halálcsillag ügy után újra Luke kutatásába kezd. Luke-al végül az Endoron találkoznak újra, ahol az megadja magát a Birodalomnak, és Vader szeme elé kerül, aki megnézte fénykardját, és megdicsérte őt szép munkájáért. Darth Sidious elé vitte Luke-ot, aki teljesen biztos volt abban, hogy Luke át fog állni melléjük. Azonban Luke legyőzi Darth Vadert, de nem öli meg és ellentmond gyűlöletének, és megtagadja az áttérést. Darth Sidious dühében majdnem megöli Luke-ot a villámaival, de Darth Vader nem bírja szenvedni látni saját fiát, ezért megöli Sith-Mesterét, és visszatér a világos oldalra, de később meghal a Darth Sidious okozta villámok káros hatásaitól. Luke túléli a Halálcsillagot, és elkezdi elsajátítani a Jedik halhatatlanságához vezető utat, Obi-Wan Kenobi és Yoda segítségével, akik ez ERŐ-n keresztül tanítják őt, mint leendő Halhatatlant. Ő lesz az Új Köztársaság első Jedi-mestere.

## Sith ideológia és tanítások
A Star Wars sithjeinek tanításait az emberiség veszélyes ideológiáinak egyfajta esszenciájaként, az abszolút gonosz megjelenítésére tett kísérletként is értelmezhetjük. A rend világképében és cselekvésében rendre tükröződnek azok a nézetek, amelyeket az ezredfordulón uralkodó szabadelvűség és humanizmus elvetett. A sithek az emberiség történelme során legpusztítóbbnak bizonyult ideológiákat és magatartásformákat képviselik, a Rend által megvalósítani vágyott világ az emberiség számára egyfajta nyomasztó disztópia.
A Sith ideológia megtestesíti mindazt, ami az emberiséget egyénként és fajként a romlásba viszi: világnézete önpusztító és végletekig önző. A Sith rend tagjai sosem boldogok:  minél több hatalom birtoklására és annak megőrzésére törekednek, csak saját érdekeiket tartják szem előtt és örökös félelemben élnek, hisz tudják, hogy hatalmuk és személyük minden máshoz hasonlóan mulandó. 
Darth Plagueis eszmefuttatása szerint a sithek lényege a mások irányításához szükséges eszközök, illetve hatalom megszerzése és megtartása az Erő sötét oldalának felhasználásával. Ennek jegyében a sithek a filmek keletkezési idejének demokratikus korszellemével szemben kifejezetten uralkodni akaró, tekintélyelvű személyek voltak, akik a saját despotikus irányításuk alatt képzelték el a nekik alárendelt autoriter rezsimek kialakítását. A rend machiavellista felfogást képviselt, tehát a sithek uralmának kiharcolása és fenntartása érdekében minden eszköz megengedhető és minden erkölcsi korlát átléphető volt. A sitheket ezen korlátok átlépésében a vallási és politikai fanatikusok világából kölcsönzött erős kiválasztottság-tudat segítette. Darth Plagueis szerint a sithek azon kevesek közé tartoznak, akik az Erő irányítására hivatottak, nem pedig arra, hogy sorsukat az univerzumot átható Erő irányítsa. A sithek ebből eredendően magasabb rendűnek vélték magukat nem csak az Erőre nem érzékeny élőlényeknél, de az Erő valódi természetét szerintük félreismerő jediknél is.
A Star Wars mozifilmek történése idején a sithek egyik legfőbb mozgatórugója a revansizmus volt. A sithek revansizmusa abban állt, hogy bosszút akartak állni a jediken, akik korábban legyőzték és menekülésre kényszerítették rendet. Ez a fajta revansizmus rokonítható ez első világháborúban vereséget szenvedett vagy a békekötés idején kisemmizett országok jobboldali revansmozgalmaival, akiknek a szeme előtt az igazság helyreállítása és a békerendszer semmissé tétele lebegett. A revansizmushoz sithek esetében az ábrahámi vallásoktól kölcsönzött messianizmus is társult, mivel a rend egy Sitharinak (kiválasztottnak) nevezett erős sith harcos megérkezésére várt, aki egymaga is képes lesz legyőzni a jediket és helyreállítani az Erő egyensúlyát. Az Újkorból kölcsönzött negatív ideológiák közül hiányzik a rasszizmus. A sitheket döntéseikben nem befolyásolták faji megfontolások, maga a rend is több faj képviselőiből állt össze. Hasonlóan hiányzik a sithek filozófiájából a nemek alapján történő megkülönböztetés. Bár a mozifilmekben látható valamennyi sith férfi, a mozifilmek történései előtt voltak a rendnek női tagjai, sőt még rendfőnökei is.
Az Újkor társadalmi ideológiáival összevetve szembetűnő, hogy a sithek nem rendelkeztek semmiféle társadalmi vízióval. A sithek semmit sem mondtak az ideális társadalmi berendezkedésről, a kultúra szerepéről, a személyek közötti kapcsolatrendszerről vagy a gazdaság működtetéséről. A hatalom megszerzéséhez és megtartásához nem kívántak egyetlen társadalmi csoportra sem támaszkodni. Valójában annyira nem volt mondanivalójuk a társadalom számára, hogy még saját létezésüket sem kívánták annak tudomására hozni. Az egyetlen elvárásuk az volt a velük kapcsolatba kerülő társadalmakkal szemben, hogy azok vessék alá magukat a sithek uralmának, akár tudatában vannak annak, hogy sithek uralkodnak fölöttük, akár nem. 
Ugyanakkor meg kell említeni, hogy bár érdemi társadalmi vízióval a Sithek nem rendelkeztek, és nem törekedtek a széles néptömegek támogatásának megnyerésére, amikor azonban arra került a sor, hogy államot szervezzenek (mint például a különböző Sith birodalmak), akkor rendszerint a meritokráciát tekintették szervezőelvnek: mivel a Sith tanítások szerint minden és mindenki csupán eszköz a személyes hatalom növeléséhez, ezért a Sith államnak alapvető érdeke, hogy mindig az arra legalkalmasabbak birtokolják a hatalmi pozíciókat, ezt pedig a Sithek a saját természetük alapján kizárólag az öldöklő versengésben, permanens hatalmi harcokban látták biztosítva lenni. Ez azt jelentette, hogy bárki, bármilyen módszerrel, bármilyen sorból, bármilyen pozícióba felküzdhette magát, amit csak képességei és akaratereje lehetővé tettek. Az egyetlen valódi vízválasztó tényező, ami a Sitheknek tényleges előnyt biztosított másokkal szemben, az az Erő ismerete és használata volt.

### A Kettő szabálya
A kettő szabályát többször is említik a Csillagok Háborúja univerzumának filmjeiben. Elsőként a Baljós Árnyakban hangzott el Yoda mester szájából, hogy a sithek "mindig ketten vannak. Egy mester és egy tanítvány." Legkonkrétabban a Klónok Háborúja rajzfilmsorozat ötödik évadában fogalmazza meg maga Darth Sidious a legyőzött Darth Maulnak: "Emlékezz! Az első és egyetlen valóság a Sithek számára, hogy csak ketten lehetnek."
A kettő szabályát Darth Bane, a Sith Sötét Nagyura alkotta meg, miután a kapzsi és hatalomra éhes Sithek lemészárolták egymást a galaxis feletti uralomért. Hogy ez ne ismétlődhessen meg, Bane úgy határozott, hogy csak két Sith létezhet: egy mester, és egy tanítvány. 
A Sith mester két okból fogad tanítványt maga mellé: egyfelöl hisz saját ideológiájának helyességében, ezért tovább kívánja adni azt. Másfelől egy megbízható katonára van szüksége céljai elérése végett. A Sith kapzsiságtól vezérelt világnézetéből következik, hogy a tanítvány egy idő után mestere ellen fordul: saját tanítványt vesz magához, hogy annak segítségével végezhessen mesterével és magához ragadja a hatalmat. Amennyiben ez sikerül, az új mester és tanítvány szintén áskálódni kezd egymás ellen, így a körforgás folytatódik, kitűnően példázva, hová vezet az önpusztító Sith gondolkodásmód.
A nem hivatalos, Kiterjesztett Univerzum, azaz Star Wars Legendák történetei szerint a Kettő szabályát szintén Darth Bane hozta létre e szabályt a Hetedik ruusaani ütközet, és a Sötétség Testvériségének pusztulása után, hogy megakadályozza a Sithek egymás ellen fordulását, illetve hogy a Sötét oldal teljes hatalmát ki tudják aknázni, ne szóródjon szét több személy között. A jelek szerint Legendák értelmezésében a Sithek tudatosan írják elő a mester és tanítvány közti versengést. 
"Egyszerre mindig csak kettő létezhet, egy mester és egy tanítvány. Sem több, sem kevesebb. Az egyik, hogy birtokolja a hatalmat; a másik, hogy sóvárogjon a hatalom után!" /Darth Bane/
A Kettő Szabályának nevezett előírás – Darth Sidious szerint – Sith rend tagjainak életét meghatározó egyetlen előírás. 
A Kettő szabálya annak kifejeződése, hogy a rend tagjai közötti viszonyt a kizárólag a szociáldarwinizmus szabályozza. A jedikkel ellentétben – ahol a mester és tanítvány egymással együttműködve dolgozik – a sithek esetében a mester és tanítvány a rend fölötti uralomért és a túlélésért verseng egymással. A szabály a mestert és tanítványát is egyfajta végtelenített evolúciós versengésre kényszeríti, ahol az erősebb és rátermettebb uralkodik, a gyengébb pedig szükségszerűen elpusztul. A Sith Rend belső életét már a szabály megszületése előtt is – a bűnszervezetekhez és diktatúrák hatalmi klikkjeihez hasonlóan – a kratokrácia szabályozta. A kratokrácia biztosította, hogy mindig a legerősebb személy vagy klikk vezesse az egész szervezetet. A kettő szabályának bevezetése az "ököljog" vegytiszta formáját eredményezte a renden belül.
A mesterének kiszolgáltatott sith tanítvány célja, hogy alárendelt helyzetéből kitörve idővel mesterré váljon. A Sith rendben a kettő szabálya szerint csak egyetlen mester lehet, így a tanítvány csak akkor léphetett előre, ha mestere már nem élt. A mesterek jelentős tudást képviseltek, a tanítványnak tehát nem volt reális esélye arra, hogy mestere harcban vagy balesetben veszítse életét. A tanítványnak egy útja volt az alávetett szerepkörből való kitörésre: tudásban felül kellett múlnia mesterét, majd ravaszsággal és erőszakkal kellett őt eltávolítania a rend éléről. A sith tanítványok számára semmi sem írta elő mesterük meggyilkolását, ám ez a tett logikusan következett a Kettő szabályából. A Kettő szabályának idején a mester lényegében az életéért versengett a tanítvánnyal. Fölényét csak úgy tudta megőrizni tanítványával szemben, ha ő maga is egyre több tudást gyűjtött össze, egyre újabb technikákat sajátított el. A mesterek a saját túlélésük érdekében folyamatosan tanulmányozták a régebbi mesterek módszereit és maguk is egyre újabb eljárások után kutattak. A tanítványok helyzetét nehezítette, hogy a mesterek állandó jelleggel újabb, az előzőnél erősebb tanítvány után kutattak, akit aztán a Rendbe formálisan fel nem vett potenciális tanítványként versenyeztettek a valódi tanítvánnyal. Az erősebb tanítvány alkalmazásával a mester azonban semmit sem nyert, csak egy előzőnél erősebb kihívót, aki még intenzívebb evolúciós küzdelemre kényszeríthette mesterét.

### A Sötét Kódex
A sötét Jedik, akik a kezdet kezdetén kiváltak a Jedi Rendből, s később a Sith Rend alapítóivá váltak, írtak egy kódexet, amit figyelmesen kísértek, bár a Jedik nem is tudták, hogy létezett. Az idők során azonban két külön szöveg vált ismeretessé a Sithek körében, jóllehet, ma már nem lehet megállapítani, melyik az ősibb tanítás. A két szöveg tartalmában és jelentésében is jelentősen különbözik. Az elsőnek ismertetett "Sith-kód" a Jedik azonos tanításának sötét oldali megfelelője. A második szöveget főleg a klasszikus Sith rend és a Testrvériség korában használták a Sithek, ám Darth Bane a reformációja során értelmetlennek és kontra produktívnak ítélte azt, így eltörölte.
A Jedi-kódból leképzett Sith hitvallás:
- Nincs béke, harag van.
- Nincs félelem, hatalom van.
- Nincs halál, halhatatlanság van.
- Nincs gyengeség, sötét oldal van.

- Én vagyok a sötétség szíve.
- Nem ismerek félelmet, de félelmet okozok az ellenségeimnek.
- Én vagyok a világok pusztítója.
- Ismerem a sötét oldal hatalmát.
- Én vagyok a gyűlölet lángja.
- Az egész univerzum előttem hajol meg.
- A sötétségnek áldozom magamat, ahol igazi életet találtam a világosság halálában.

A klasszikus Sith rend és a Testvériség korából ismert Sith-kód:
- A béke hazugság, csakis szenvedély van.
- A szenvedélyen keresztül erőhöz jutok.
- Az erő segítségével hatalmat szerzek.
- A hatalom által győzedelmeskedem.
- A győzelmen keresztül a láncaim lehullnak.
- Az Erő felszabadít.

A Sitheknek létezik egy ősi legendájuk a Sith’ariról, mint a legtökéletesebb létezőről. Ez a Sith’ari majd felemeli, s elpusztítja a Sitheket, de a folyamat alatt erősebbé teszi őket, mint valaha is voltak.
Ez nagyon sok Sithet ösztönzött arra, hogy a lehető legkeményebben dolgozzon céljai elérésének érdekében. Ez a Sith Darth Bane volt, aki megformálta a Kettő Szabályát (ez látható feljebb).

## A sithek ismertetőjegyei

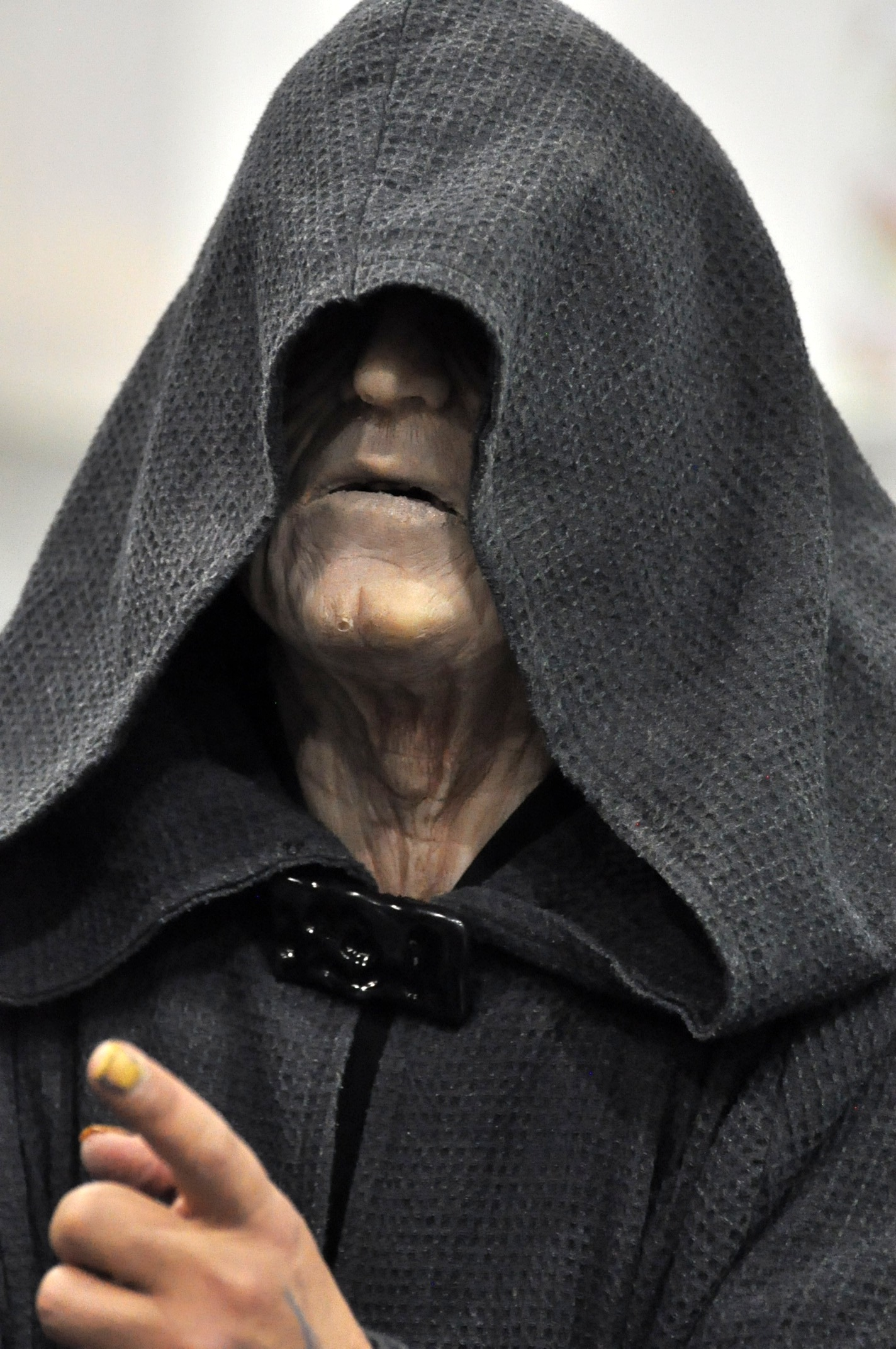
A Darth Sidiousnak öltözött személyen jól megfigyelhető a sithek jellemzőinek egy része

A filmekben, képregényekben és számítógépes játékokon számos sith lovag feltűnik. Öltözködésüknek és felszerelésüknek több közös pontja is van, amelyek megkülönböztetik őket a többi szereplőtől.
- A sötét oldallal való kapcsolatot jelzi, hogy az öltözéket a sötét színek dominálják: főként a fekete, de előfordul sötétszürke és barna is.
- Vörös fénykard használata.
- A sitheket ábrázoló alkotásokon gyakori az arc legalább részleges takarása. Az arc elfedésének oka az inkognitó megőrzésére való törekvés, vagy egy korábbi súlyos egészségkárosodás (A sötét erő használata károsítja a testet).
- A filmekben szereplő sithek nevei többnyire ún. beszélő nevek, általában valamilyen negatív jelentéssel bírnak. (Bane = (angolul) csapás; Plagueis: plague (angolul) ragály, pestis; Tyranus: Türannisz (görögül) zsarnok; Maul: (angolul) pöröly; Savage Opress: (angolul) civilizálatlan,  illetve oppression (angolul) elnyomás; Sidious: insidious (angolul) áskálódó, alattomos)

A sithek szervezetét – ahogy az Erő sötét oldalát használó más személyekét is – erősen igénybe vette a sötét praktikák gyakorlása. Az igénybevétel a sötét oldalt használó személy szemmel látható fizikai leépülésében és torzulásában nyilvánult meg. 
- A sithek talán leglátványosabb jellegzetessége a szivárványhártya sárgára, peremének vörösre színeződése. A faji hovatartozástól függetlenül elsárguló szem a sötét oldallal való mély összefonódást jelezte. A szem elszíneződése lehetett állandó (például Darth Sidious esetében), illetve ideiglenes (Dooku gróf esetében).
- Főként az emberi fajhoz tartozó sitheket érintette a bőr eredeti tónusának kifakulása, egyes helyeken fehérré, másutt hamuszürkévé sápadása. A bőr korán öregedett, gyorsan ráncosodott. A sötét oldali varázslatoktól a fogazat gyorsan romlott, a körömágy feketére, maguk a körmök  barnásra színeződtek. A filmekben feltűnő idősebb sithek a valódi koruknál jóval öregebb, rendkívül egészségtelen életmódot folytató személy hatását keltették. A sithek testi elváltozásai a mozifilmekben Darth Vaderen és Palpatine császáron azonosíthatók. A csillagok háborúja univerzumához tartozó videojátékokban Darth Malgus (Star Wars: The Old Republic), Dart Traya (Star Wars: Knights of the Old Republic II: The Sith Lords) és Darth Malak (Star Wars: Knights of the Old Republic) tűnik föl egészségtelenül fakó bőrrel.

A filmekben a sithek puszta feltűnése is félelemmel tölt el másokat. A sithek fellépése és szóhasználata általában határozott, parancsoló, ellenvetést nem tűrnek. Pusztán erődemonstráció gyanánt is magától értetődően gyilkolják vagy kínozzák meg a nekik ellentmondókat, a hibát elkövető alárendeltjeiket, fölöslegessé vált szövetségeseiket. Egyes esetekben a sithek manipulatív módon a fenyegetés mellett jó szóval, érvekkel próbálják meggyőzni ellenfeleiket.

## Híres Sithek
Magyarázat:
- Dark Lord of the Sith: a Sith Sötét Nagyura, a Sith Rend vezetője a sötét oldal legfőbb megtestesítője. Darth Krayt idején felváltja a Sith Legfőbb Nagyura cím.
- Sith Lord: egy Dark Lord tanítványa, aki azonban soha nem lépett Mestere helyébe, és nem lett belőle Dark Lord.
- Sötét Tanítvány: Jedikből , vagy más, erő-érzékeny emberekből a sötét oldal használóivá vált egyének. Használatos még rájuk a Sötét Jedi kifejezés is.

### Aranykor
- Ajunta Pall – A Sith Lordok Rendjének alapítója
- Karness Muur – A Sith Lordok Rendjének alapítója
- XoXaan – A Sith Lordok Rendjének alapítója
- Tulak Hord – Sith Lord
- Marka Ragnos – Sith Lord, a Sith Aranykor a halálával ér véget

### Sith Birodalom
- Naga Sadow – Sith Lord
- Ludo Kressh – Sadow ellenfele a Sith Lord címért
- Freedon Nadd – Sith Lord
- Exar Kun – Sith Lord
- Ulic Qel-Droma – Sith Tanítvány

### A klasszikus Sith Rend
- Darth Andeddu – Dark Lord of the Sith, az első aki a "Darth" előnevet használja
- Darth Traya – Dark Lord of the Sith, Sith triumvirátus alapító tag
- Darth Revan – Dark Lord of the Sith
- Darth Malak – Sith/Dark Lord of the Sith
- Darth Bandon – Sith Lord
- Darth Nihillus – Dark Lord of the Sith, Sith triumvirátus alapító tag
- Darth Sion – Sith Lord, Sith triumvirátus alapító tag
- Darth Marr -Sith Lord
- Vitiate – Sith Emperor
- Darth Malgus – Sith Lord
- Darth Desolous – Sith Lord
- Darth Phobos- Sith Lord
- Darth Ruin – Dark Lord of the Sith
- Dark Underlord – Sith Lord
- Darth Riven – Sith Lord, az utolsó aki a "Darth" nevet használja

### A Testvériség kora
- Belia Darzu
- Lord Vilia
- Lord Chagras
- Lord Xelian
- Lord Arkadia
- Lord Odion
- Lord Daiman
- Kaan Nagyúr – Ő hozta létre a Sötét Testvériséget
- Qordis Nagyúr
- Kas'im Nagyúr
- Kopecz Nagyúr
- Githany

### Sith „reformáció”
- Darth Bane (Dessel) – Sith Nagyúr, a "Sith'ari", a Sith Rend első újraalapítója, A 2 szabálya megalkotója
- Darth Zannah – Sith Nagyúr
- Darth Cognus – Sith Nagyúr
- Darth Millennial – Sith Nagyúr
- Darth Glovic – Sith Nagyúr
- Darth Vectivus – Sith Nagyúr
- Darth Tenebrous – Sith Nagyúr
- Darth Plagueis – Sith Nagyúr

### Galaktikus Birodalom
- Darth Sidious (Sheev Palpatine) – A Sith Sötét Nagyúra, Sith császár
- Darth Maul – Sith Tanítvány
- Darth Tyrannus (Dooku gróf) – Sith Tanítvány
- Carnor Jax – Sötét Tanítvány
- Asajj Ventress – Sötét Tanítvány
- Kharys – Sötét Tanítvány
- Darth Vader (Anakin Skywalker) – Sith Nagyúr
- Flint – Sötét Tanítvány
- Starkiller (Galen Marek) – Sith Tanítvány

### A Birodalom bukása után
- Cronal – Sötét Tanítvány
- Desann – Sötét Mester
- Maris Brood – Sötét Tanítvány
- Alora – Sötét Tanítvány
- Tavion Axmis – Sith Lovag
- Lady Lumiya – Sötét Tanítvány
- Vergere – Sötét Tanítvány

### Az új Sith Rend
- Darth Caedus – Sith Nagyúr
- Darth Krayt – A Sith Legfőbb Lordja, a Sith rend 2. újraalapítója
- Darth Wyyrlok (1.) – Sith Nagyúr
- Darth Wyyrlok (2.) – Sith Nagyúr
- Darth Wyyrlok (3.) – A Sith Legfőbb Lordja
- Darth Stryfe – Sith Nagyúr
- Darth Azard – Sith Nagyúr
- Darth Kruhl – Sith Nagyúr
- Darth Maladi – Sith Nagyúr
- Darth Saarai – Sith Nagyúr
- Darth Talon – Sith Nagyúr